# Ilha da Cova da Moura
Ilha da Cova da Moura (Portugiesisch für: Die Insel Cova da Moura) ist ein Dokumentarfilm des portugiesischen Regisseurs Rui Simões aus dem Jahr 2010.

## Inhalt
Im Großraum Lissabon war das Viertel Cova da Moura noch nie als Synonym für Lebensqualität, Bildung oder Aufschwung bekannt. Der Name wurde im Gegenteil immer verbunden mit der Vorstellung von Gewalt, Unsicherheit, Gefahr, oder im besten Fall nur mit fehlender Bildung oder einfach nur Armut.
Der Film gibt nun einen realistischen Einblick in das Viertel. Es zeigt den Alltag dort, berichtet von der allgegenwärtigen kulturellen Verbindung zu Kap Verde und macht auch die Zusammenhänge deutlich, die zur sozialen Exklusion führen und wie diese sich in den Generationen des Viertels festsetzt und überträgt.

## Rezeption und Produktion
Ilha da Cova da Moura wurde von der Filmgesellschaft Real Ficção produziert und entstand mit finanzieller Unterstützung der portugiesischen Filmförderungsanstalt ICA und des portugiesischen öffentlich-rechtlichen Fernsehens RTP, mit wenigen Unternehmen und Institutionen als kleinere private Sponsoren und Unterstützer in Marketing und Vertrieb.
Der Film feierte am 28. April 2010 beim 7. Doclisboa-Filmfestival seine Premiere und wurde dort mit einer besonderen Erwähnung und mit dem Preis von Amnesty International ausgezeichnet. Am 13. Mai 2010 kam er in die portugiesischen Kinos, wo er in vier Häusern lief (in Lissabon, Alfragide, Porto und Viseu) und dort 1.372 Zuschauer hatte.
Ilha da Cova da Moura erschien 2011 als DVD bei Real Ficção.